# Anurostreptus macrodontus
Anurostreptus macrodontus är en mångfotingart som beskrevs av Carl Graf Attems. Anurostreptus macrodontus ingår i släktet Anurostreptus och familjen Harpagophoridae. Inga underarter finns listade i Catalogue of Life.